# Orivesi
Orivesi este o comună din Finlanda.